# Las hermanas de la Magdalena
The Magdalene Sisters es una película escrita y dirigida por Peter Mullan y estrenada en 2002. Su narrativa se centra en tres jóvenes internadas en un asilo de las Magdalenas en Irlanda de la década de los sesenta.

## Argumento
La historia parte en 1964, en Irlanda, cuando tres jóvenes son internadas en un Asilo de las Magdalenas. Las cuatro protagonistas de esta obra son:
- Margaret: internada cuando es violada por su primo en una boda al creer que lo provocó.
- Bernardette: internada al ser considerada una mujer coqueta y provocadora para con los hombres.
- Rose: internada por quedarse embarazada de su novio.
- Crispina: una chica con retraso mental internada por quedarse embarazada cuyo hijo le fue arrebatado.

Las mujeres internadas en esta clase de asilos solían ser prostitutas, madres solteras, mujeres sexualmente licenciosas o simplemente consideradas coquetas y un peligro para las buenas costumbres. El asilo es dirigido de manera tiránica e inmisericorde por la Hermana Bridget (Geraldine McEwan), quien es la que decide cuándo las chicas están «preparadas» para marcharse.
La vida en el convento transcurre bajo una férrea disciplina, tareas y las humillaciones provocadas por las monjas dirigidas por la Hermana Bridget. Bernardette es la primera que planea escaparse y para ello seduce a un chico encargado de los suministros del asilo, sin embargo, la fuga falla cuando el chico no la ayuda. Por su parte, Margaret observa cómo el sacerdote abusa sexualmente de Crispina.
Margaret es la primera que consigue salir del asilo gracias a la intervención de su hermano. Bernardette y Rose roban las llaves de la caja fuerte de la Hermana Bridget en su despacho, momento que aprovecha Rose para llevarse las llaves de la entrada al asilo y escaparse. Llegan a la ciudad donde son ayudadas por una amiga. En el epílogo, se revela que Bernardette emigró a Escocia donde montó una peluquería; Rose se reencontró con su hijo, se casó y falleció en 1992; Margaret se instaló en el Condado de Donegal donde se convirtió en maestra; Crispina no tuvo un final feliz, fue internada en un manicomio y falleció de anorexia a los 24 años.

## Reparto
- Anne-Marie Duff: Margaret McGuire
- Nora Jane Noone: Bernadette Harvey
- Dorothy Duffy: Patricia/Rose Dunne
- Eileen Walsh: Harriet/Crispina
- Geraldine McEwan: Sister Bridget
- Daniel Costello: Father Fitzroy
- Mary Murray: Una O'Connor
- Frances Healy: Sister Jude
- Eithne McGuinness: Sister Clementine
- Phyllis MacMahon: Sister Augusta
- Britta Smith: Katy
- Rebecca Walsh: Josephine
- Eamonn Owens: Eamonn, hermano de Margaret
- Chris Patrick-Simpson: Brendan
- Lisa Branney: Orphan
- Julia O'Brien: Bride

## Nominaciones

### BAFTA 2002
| Año  | Categoría                           | Persona                      | Resultado |
| ---- | ----------------------------------- | ---------------------------- | --------- |
| 2002 | BAFTA al mejor guion original       | Peter Mullan                 | Nominado  |
| 2002 | BAFTA a la mejor película británica | Las hermanas de la Magdalena | Nominado  |